# Quicksand (film 1918)
Quicksand è un film muto del 1918 diretto da Victor L. Schertzinger. Sceneggiato da R. Cecil Smith su un soggetto di John Lynch, aveva come interpreti Henry A. Barrows, Edward Coxen, Dorothy Dalton, il piccolo Frankie Lee e Philo McCullough.

## Trama
Cassiere di una compagnia di assicurazioni, Jim Bowen vive una vita tranquilla e felice con la moglie Mary e Frankie, il loro bambino. Ma, quando Alan Perry, il figlio illegittimo del suo capo, gli fa falsificare un assegno, tutto gli crolla addossa. Finisce in galera ma sua moglie Mary decide di indagare per smascherare il vero delinquente. Poiché l'assegno è stato incassato nel café di John Boland, si fa assumere lì. Perry, che frequenta il locale, comincia a starle dietro e, proprio la notte in cui Jim evade, segue la donna fino a casa sua, dove cerca di sopraffarla. Del tutto inatteso, in casa arriva anche Boland: Perry si scontra con lui e, apparentemente, lo uccide. Mary, allora, minaccia di chiamare la polizia se non confesserà di avere incastrato suo marito. La confessione di Perry viene sentita da Boland che, nel frattempo, è rinvenuto. La sua testimonianza servirà a fare finire dietro alle sbarre il vero colpevole, mentre Jim riacquista la libertà.

## Produzione
Il film fu prodotto dalla Thomas H. Ince Corporation con il titolo di lavorazione The Woman Who Dared.

## Distribuzione
Il copyright del film (segnato con il titolo Quicksands), fu richiesto dalla Thomas H. Ince Corp. e registrato il 12 novembre 1918 con il numero LP13047.
Distribuito dalla Paramount Pictures, il film uscì nelle sale statunitensi il 22 dicembre 1918. In Svezia, fu distribuito il 6 ottobre 1919 con il titolo Gungfly.
Non si conoscono copie ancora esistenti della pellicola che viene considerata presumibilmente perduta.